# أبوظبي للعمليات البترولية البرية
تعمل شركة أبوظبي للعمليات البترولية البرية المحدودة (أدكو) إحدى الشركات التابعة إلى شركة بترول أبوظبي الوطنية (أدنوك)على الأراضي اليابسة وفي المياه الساحلية الضحلة لإمارة أبوظبي ، إحدى الإمارات السبع الأعضاء في دولة الإمارات العربية المتحدة والتي تأسست في 2 ديسمبر 1971.
تم إبرام اتفاقية الامتياز الأصلية مع شركة تطوير البترول (الساحل المتصالح) المحدودة في 11 يناير 1939، ولكن العمل الجيولوجي لم يبدأ إلا بعد الحرب العالمية الثانية . بدأت عمليات الحفر الاستكشافية في أبو ظبي في فبراير 1950 م. 
تم اكتشاف النفط التجاري الأول في منطقة باب عام 1960، وبدأت الصادرات من محطة جبل الظنة في 14 ديسمبر 1963. في عام 1962، تم تغيير اسم الشركة إلى شركة أبو ظبي للبترول (ADPC). وفي الأول من يناير 1973، استحوذت حكومة أبو ظبي على حصة قدرها 25% في الشركة ، والتي ارتفعت إلى 60% اعتباراً من الأول من يناير 1974. وتعود ملكية حصة الحكومة في الشركة إلى شركة بترول أبوظبي الوطنية (أدنوك).
تأسست شركة أدكو بموجب القانون رقم 14 لسنة 1978، في 8 أكتوبر 1978، وكانت مسؤولة منذ فبراير 1979 عن العمليات في منطقة الامتياز، والتي تغطي الآن بعد التنازلات أكثر من 21,000 كـم2 (8,100 ميل2) .
في 15 أكتوبر 2017، جمعت أدنوك موظفيها ومواردها ومنتجاتها وخدماتها تحت علامة تجارية موحدة. تمت إعادة تسمية شركة أبوظبي للعمليات البترولية البرية المحدودة (أدكو) إلى أدنوك البرية.
تنتج الشركة بشكل رئيسي من ستة حقول نفطية و هي :
- عصب
- ساحل
- شاه
- باب
- بوهاسا
- شمال شرق باب ( الضبية والرميثة والشنايل )

كما تدير الشركة أيضًا مطار بوحصا ومطار جبل الظنة